# Brevipalpus serratus
Brevipalpus serratus är en spindeldjursart som beskrevs av De Leon 1960. Brevipalpus serratus ingår i släktet Brevipalpus och familjen Tenuipalpidae. Inga underarter finns listade.